# Lennart Eriksson (brottare)
Knut Olof Lennart Eriksson, född 4 februari 1939 i Västerås, död 1 september 2017 i Sala, var en svensk brottare. Han tävlade för IF Norden.
Eriksson växte upp i Ransta, Sala kommun och inledde sin idrottskarriär som fotbollsspelare i Ransta IK. Han gjorde 35 av lagets 70 mål då de vann division 6 1960. Eriksson spelade även för IF Norden samt för Sundbyberg i näst högsta serien (dåvarande division 2).
Eriksson gjorde sig dock mest känd som brottare och tävlade i den lätta tungviktsklassen i fristil för Sverige vid olympiska sommarspelen 1964 i Tokyo.
Eriksson blev nordisk mästare i tungvikt 1967 i Nykøbing Falster. Han blev svensk mästare i tungvikt (grekisk-romersk stil) 1964 och 1967 samt svensk mästare i tungvikt (fristil) 1962 och 1965. Eriksson deltog även vid tre världsmästerskap i brottning och tog brons i lätt tungvikt vid VM 1969 i Mar del Plata, Argentina. Han blev utnämnd till Stora grabb nummer 69 av Svenska Brottningsförbundet. Eriksson tilldelades även Silverskölden av Sala Allehanda vid två tillfällen.